# Jacky Detaille
 (mai 2019).
Si vous disposez d'ouvrages ou d'articles de référence ou si vous connaissez des sites web de qualité traitant du thème abordé ici, merci de compléter l'article en donnant les références utiles à sa vérifiabilité et en les liant à la section « Notes et références ».
Pour les articles homonymes, voir Detaille.
Jacky Detaille, né le 15 septembre 1967 à Verviers en Belgique, commence le karaté en 1979. Il obtient son premier titre de champion de Belgique en 1982, qu'il conservera jusqu'en 1988 dans les différentes catégories dans lesquelles il va concourir (soit sept titres de champion de Belgique. Il remporte les internationaux du Luxembourg en 1986.
1987 restera toutefois la grande année du champion belge, puisqu'il remportera, outre le titre national, deux médailles de bronze aux championnats d'Europe (individuel et équipe) puis la médaille d'argent à la coupe du monde de Budapest.
Dès le début des années 1990, il prendra du recul par rapport à sa carrière sportive pour se lancer dans une voie plus artistique ; il étudie l'art dramatique au cours Florent à Paris, puis à Liège il enregistre un premier 45 tours (I can't wait) en 1991. Il participera à différents projets musicaux dont un premier album démo Sucré en 1993, puis deviendra choriste dans différents projets de "Dance Music" , dont Tina and the DJ Groove (She can't love you), qui restera plusieurs semaines classé dans le "hit des clubs". Puis suivant la vague « boys band », il collabore avec le groupe K-Zanova, qui sera rapidement dissout.
Il se lance donc, en 1998, dans une carrière solo et sort le single Shy Boy Red Lion's Records/Mercury distribution Universal.
En l'an 2000, Jacky opère un retour à la compétition de karaté ; il participe à la coupe du monde « Kobe-Ozaka » et y remporte la médaille d'argent, ce devait être sa dernière apparition sur un tatami. Au même moment sort Toucher ton cœur, une adaptation en français du tube des Bee Gees How Deep is your Love qui connaîtra un joli succès, et sera d'ailleurs inclus à la compilation des tubes de l'année 2000 sur le « Hit Connection ».
Entretemps, il participe à différents tournages pour la télévision (Femmes de loi, TF1...) et le cinéma ('Sur le mont Josaphat' de Jean-Marc Vervoort).
En 2005 sort The End of the Beginning, l'album compilation qui reprend les meilleurs titres du chanteur belge enregistrés entre 1991 et 2005. Jacky s'attèle alors à l'écriture d'un roman dont l'intrigue se situe au cœur des années 1980. Il cherche toujours un éditeur.
En 2007, Jacky Detaille entame à 40 ans un nouveau retour à la compétition sportive, après 7 années d'arrêt.
Deux ans plus tard, le 19 juin 2009 à Odessa (Ukraine), il devient Champion du Monde de karaté WUKF Toutes Catégories chez les +de 40ans.